# عباس بن سعید جواهری
عباس بن سعید جواهری (انگلیسی: Al-Abbās ibn Said al-Jawharī؛ ۰۸۰۰ – ۰۸۶۰) یک ریاضی‌دان و استاد هندسه ایرانی متولد بغداد بود. وی در بیت‌الحکمه بغداد و همچنین مدت کوتاهی در دمشق فعالیت می‌کرد. وی مشاهدات ستاره‌شناسی را نیز انجام داده‌است. مهمترین کار او تفسیرش در مورد اصول اقلیدس بود که شامل نزدیک به ۵۰ گزاره بود. کار دیگر وی تلاش برای اثبات اصل توازی اقلیدس بود.